# Trioza apoensis
Trioza apoensis är en insektsart som beskrevs av Miyatake 1972. Trioza apoensis ingår i släktet Trioza och familjen spetsbladloppor. Inga underarter finns listade i Catalogue of Life.